# قره‌قیه (میانه)
قره‌قیه یکی از روستاهای استان آذربایجان شرقی است که در دهستان گرمه شمالی بخش کندوان شهرستان میانه واقع شده‌است.